# برود (تسرنا تراوا)
برود (به صربی: Brod) یک روستا در صربستان است که در تسرنا تراوا واقع شده‌است. برود ۱۲۲ نفر جمعیت دارد.